# Adolf Block
Adolf Block, auch Adolph Block (* 17. Oktober 1893 in Büdingen; † 24. November 1990 ebenda) war ein deutscher Richter am Reichskriegsgericht und Generalrichter zur Zeit des Nationalsozialismus.

## Leben
Nach seinem Studium und Promotion der Rechtswissenschaften war er ab August 1939 bis Kriegsende als Richter am Reichskriegsgericht (RKG). Von Januar 1943 bis August 1943 kam Block als Armeerichter und Rechtsberater in den Stab der 1. Panzerarmee der Heeresgruppe A unter Generaloberst Eberhard von Mackensen in Pjatigorsk/Kaukasus, kehrte anschließend aber an das RKG zurück. Am 1. August 1944 wurde er zum Generalrichter befördert.
Block hatte als Richter im 3. Senat des RKGs Wehrmachtsangehörige zum Tode verurteilt, so erging Mitte Juli 1940 ein Todesurteil gegen den Schützen Franz Zeiner wegen Zersetzung der Wehrkraft. Auch für seine Zeit in Russland ist ein Todesurteil bekannt. 1946 gab er in einer Eidesstattlichen Versicherung zur Entlastung des Generaloberst von Mackensen an, dieser habe angewiesen, Straftaten von Soldaten gegenüber der Bevölkerung unnachsichtig zu verfolgen. In diesem Sinne habe er im April 1943 einen Soldaten für die Ermordung eines russischen Mädchens exekutieren lassen. Anfang Februar 1945 war er als Richter am Todesurteil gegen den flüchtigen Major und Widerstandskämpfer des 20. Juli 1944 Joachim Kuhn beteiligt.
Nach dem Krieg arbeitete er als Rechtsanwalt. Mitte 1949 wurde er vor Gericht zu den Aktivitäten am RKG befragt, ohne eine eigene Schuld oder Mitverantwortung einzugestehen.